# Működési kockázat
A Bázeli Bankfelügyeleti Bizottság által kidolgozott bázeli elvek a hitelkockázat és a piaci kockázat mellett harmadik egyenrangú kockázati típusként definiálják a bankok mindennapi működésében történő hibák, tévedések, külső események okozta károk miatti veszteségeket, összefoglaló néven a bankok működési kockázatait (operational risk).
Működési kockázat: a banki folyamatok, emberek és rendszerek nem megfelelő avagy meghibásodott  működése illetve egyedi külső események által előidézett közvetlen (direkt), illetve közvetett (indirekt) veszteség, beleértve a jogi kockázatokat is.
A folyamatokból és eseményekből adódó kockázatokat meglehetősen nehéz tipizálni a folyamatok sokszínűsége és az események előreláthatatlansága miatt. 
Tartalmilag főbb működési kockázattípusok:
- információs technológiai kockázatok, amelyek az informatikai rendszer (hardverek, szoftverek, rendszerek) működéséből adódó zavarokkal összefüggő kockázatok és az ebből származó veszteség.
- csalás (fraud), azaz a bankműködéssel való visszaélés kockázata is, ami tipikusan az emberi tényezőhöz és a legjobban szervezett folyamatokon is mindenkor található lukakhoz kapcsolódik. A csalás kockázata egy jól szervezett, megfelelően szabályozott, a folyamatokat, embereket és rendszereket jól összehangoló bankban természetesen mindig kisebb, azonban sohasem kizárható.
- lebonyolítás (azaz a megbízások teljesítésének, pontosabban nem teljesítésének) kockázata a bank számos apró technológiai folyamatából adódó kockázat. [3]